# 1301 Yvonne
1301 Yvonne este un asteroid din centura principală, descoperit pe 7 martie 1934, de Louis Boyer.